# Demonio dalla faccia d'angelo
Demonio dalla faccia d'angelo (Full Circle) è un film del 1977 diretto da Richard Loncraine, tratto dal romanzo Julia di Peter Straub.
Nel 1978 ha vinto il Grand Prix per il miglior film al Festival internazionale del film fantastico di Avoriaz.

## Riconoscimenti
- 1978 – Festival internazionale del film fantastico di Avoriaz
  - Grand Prix per il miglior film